# 沼蛤属
沼蛤属（学名：Limnoperna），也称股蛤属，为壳菜蛤科的一个属。

## 下属物种
本属包括以下物种：
- 沼蛤 Limnoperna fortunei (Dunker, 1857)
- 淡水壳菜 Limnoperna lacustris Martens, 1875
- Limnoperna sengokuensis Hase, 1960
- 暹罗沼蛤 Limnoperna siamensis (Morelet, 1866)